# Episodul 7 (Twin Peaks)
Episodul 7, cunoscut și sub denumirea de „The Last Evening”, este cel de-al optulea și ultimul episod din primului sezon al serialului de televiziune american Twin Peaks. Mark Frost⁠(d) a scris și regizat episodul. În rolurile principale apar Kyle MacLachlan, Piper Laurie⁠(d) și Eric Da Re⁠(d), iar Chris Mulkey și Walter Olkewicz⁠(d) în roluri secundare.
Agentul Biroului Federal de Investigații (FBI) Dale Cooper (MacLachlan) suferă consecințele investigației sale și fabrica locală de cherestea este incendiată.
Asemenea celorlalte episoade, Episodul 7 prezintă un decor ciudat și costume ieșite din comun, inclusiv caracteristica nuanță de roșu. Designerul de producție Richard Hoover a explicat că platourile de filmare au fost construite cu tavane și coridoare funcționale - o practică neobișnuită pentru o producție de televiziune - fapt care permite actorilor să apară într-o secvență de lungă durată⁠(d). Episodul a fost difuzat în premieră pe 23 mai 1990 și a fost vizionat e aproximat 22% din publicul disponibil. A primit recenzii pozitive din partea criticilor.

## Intriga

### Context
Micul oraș Twin Peaks, Washington, este șocat de uciderea liceenei Laura Palmer (Sheryl Lee) și de tentativa de omor asupra colegei sale Ronette Pulaski (Phoebe Augustine⁠(d)). Agentul special FBI Dale Cooper (Kyle MacLachlan) sosește în oraș pentru a investiga cazul, iar primii suspecți sunt iubitul lui Palmer, Bobby Briggs (Dana Ashbrook⁠(d)), și iubitul secret al acesteia, James Hurley (James Marshall )⁠(d). Totuși, ceilalți locuitori ai orașului îl bănuiesc pe traficantul de droguri Leo Johnson (Eric Da Re⁠(d)). Între timp, omul de afaceri Benjamin Horne (Richard Beymer) și iubita sa, Catherine Martell (Piper Laurie), plănuiesc să incendieze fabrica de cherestea a orașului pentru a achiziționa terenul la un preț de nimic. Totuși, Horne și proprietara fabricii - Josie Packard (Joan Chen) - plănuiesc la rândul lor să distrugă clădirea și s-o ucidă pe Martell pentru a obține banii din polița sa de asigurare.

### Evenimente
James Hurley (James Marshall⁠(d)) și Donna Hayward (Lara Flynn Boyle) intră pe ascuns în cabinetul psihiatrului Laurence Jacoby (Russ Tamblyn), sperând să afle mai multe despre Laura. Aceștia descoperă o casetă înregistrată de tânără pentru doctor. În același timp, lui Jacoby i se oferă șansa de a o întâlni pe verișoara Laurei, Madeline Ferguson (Lee), deghizată ca tânără recent decedată; înainte să o întâlnească însă, este atacat de un bărbat necunoscut și își pierde cunoștința.
Cooper și Ed Hurley (Everett McGill⁠(d)) vizitează sub acoperire One Eyed Jacks, un bordel și cazinou canadian. Cooper discută cu traficantul de droguri  Jacques Renault (Walter Olkewicz⁠(d)), pe care îl consideră implicat în moartea Laurei, și îi aduce la cunoștință că este dispus să-i finanțeze operațiunile; de asemenea, îl convinge să se reîntâlnească în Statele Unite. Agentul descoperă că Renault și Johnson au fost alături de Pulaski și Laura în noaptea în care cea din urmă a fost ucisă. Mai târziu în aceeași noapte, când Renault ajunge la locul stabilit, este arestat pentru uciderea Laurei. Acesta se împotrivește arestării și este împușcat; ajuns la spital, declară că Johnson l-a atacat în noaptea crimei și a fost inconștient în momentul în care tânăra a fost omorâtă. Tatăl Laurei, Leland (Ray Wise), află de arestare, se deplasează la spital și îl asfixiază pe Renault cu o pernă.
Soția lui Johnson, Shelley (Mädchen Amick⁠(d)), este agresată din nou de către acesta. O duce la fabrica de cherestea, o imobilizează și montează un dispozitiv exploziv pentru a distruge clădirea. Între timp, Packard se întâlnește cu Hank Jennings (Chris Mulkey), recent eliberat condiționat, pentru a-i oferi 90.000 de dolari; se dezvăluie că Packard l-a plătit pe Jennings să execute optsprezece luni de închisoare pentru a evita o implicare a acestora în moartea soțului său. Jennings o contactează pe Martell să vină la fabrică. Când Martell sosește, dispozitivul explodează, iar clădirea este cuprinsă de flăcări. În același timp, Johnson încearcă să-l ucidă pe Bobby Briggs (Dana Ashbrook⁠(d)), dar este împușcat de Jennings.
Cooper se întoarce în camera sa de hotel și apelează la room-service⁠(d). Înainte de a putea citi biletul lăsat mai devreme de Audrey, adjunctul Brennan îl contactează pentru a-l informa că Johnson a fost împușcat. Cu toate acestea, o bătaie în ușă îi atrage atenția. Când deschide ușa, o persoană neidentificată îl împușcă de trei ori.